# Гуськов, Алексей Геннадьевич
Алексей Геннадьевич Гуськов (род. 20 мая 1958, Бжег, Опольское воеводство, Польская Народная Республика) — советский и российский актёр театра, кино и дубляжа, сценарист и кинопродюсер.
Лауреат Государственной премии Российской Федерации в области литературы и искусства 2001 года (2002).
Заслуженный артист Российской Федерации (2001). Народный артист Российской Федерации (2007).

## Биография
Родился 20 мая 1958 года в городе Бжеге в Польской Народной Республике, где служил его отец — военный лётчик. Когда Алексею исполнилось шесть лет, семья переехала в Киев (Украинская ССР). Через год его отец, Геннадий Гуськов, погиб «при исполнении служебных обязанностей».
После окончания средней школы поступил в Московское высшее техническое училище имени Н. Э. Баумана (МВТУ им. Н. Э. Баумана). Проучился в этом училище почти пять лет, но в 1979 году ушёл оттуда и поступил на актёрский факультет Школы-студии МХАТ (курс театрального педагога и режиссёра В. К. Монюкова), который окончил в 1983 году, получив высшее образование по специальности «Актёр драматического театра и кино»
С 1984 по 1986 годы служил в Московском драматическом театре имени А. С. Пушкина. В 1986—1988 годах — актёр Театра на Малой Бронной, в 1988—1991 годах — театра «Детектив», затем — актёр Театра имени Н. В. Гоголя.
С 1994 по 2015 годы — президент анимационной студии «Ф. А. Ф. Интертейнмент» («Ф. А. Ф.» — это аббревиатура словосочетания «Фабрика анимационных фильмов»).
Четыре года преподавал актёрское мастерство в Школе-студии МХАТ.
В 2000 году снялся в одной из своих самых известных и ярких ролей — офицера-контрабандиста Никиты Голощёкина в телесериале Александра Митты «Граница. Таёжный роман». Также являлся одним из продюсеров этой картины.
В 2011 году был приглашён в Государственный академический театр имени Евгения Вахтангова на роль лесопромышленника Антипы Зыкова в спектакле «Люди как люди» по пьесе Максима Горького «Зыковы», а в 2012 году — на роль Дэвида Мортимера в комедии «Обычное дело» по пьесе Рэя Куни «Чисто семейное дело» в постановке Владимира Иванова. В сентябре 2013 года принят в труппу этого театра.
В 2013 году снялся в роли папы Иоанна Павла II в итальянском телевизионном фильме «Он святой, он человек» («Non avere paura. Un' amicizia con Papa Wojtyla») по книге «Тайная жизнь Иоанна Павла II».
В 2024 году снялся в сериале Ильи Ермолова «Золотое дно». В 1995 принял участие в картине с таким же названием режиссера Марека Новицкого.
Сыграл более ста ролей в кино.

### Общественная позиция
- Является сторонником Всероссийской политической партии «Единая Россия» с ноября 2001 года[10].
- Является членом Всероссийской политической партии «Единая Россия» с 2003 года[11][12][13][14].
- Член Московского регионального политического совета Всероссийской политической партии «Единая Россия»[15].
- 6 февраля 2016 года вошёл в состав Генерального совета Всероссийской политической партии «Единая Россия»[16][17][18].
- В марте 2014 года поддержал присоединение Крыма, подписал письмо президенту России Владимиру Путину в поддержку аннексии[19]. В конце 2020 года внесён в перечень угрожающих нацбезопасности Украины лиц, так как он «распространяет нарративы в соответствии с кремлевской пропагандой в поддержку действий России»[19][20].
- В 2018 году был доверенным лицом кандидата в мэры Москвы Сергея Собянина[21].
- В 2022 году поддержал вторжение России на Украину.
- В 2024 году стал доверенным лицом кандидата в президенты России Владимира Путина[22][23][24][25].

## Семья и личная жизнь
Первая жена — Татьяна. 
- Дочь — Наталья (род. 1983).
  - Внучка — Елизавета[источник не указан 808 дней].

Вторая жена (с 1988 года) — Лидия Вележева (род. 2 октября 1966), актриса, телеведущая, политический и общественный деятель. Заслуженная артистка Российской Федерации (2010), Народная артистка Российской Федерации (2025). 
- Сын — Владимир Гуськов (род. 7 января 1989[26][27][28]), актёр театра и кино. В 2009 году окончил Театральный институт имени Бориса Щукина (курс профессора Галины Сазоновой)[29], после чего поступил в труппу Московского академического театра имени Владимира Маяковского[28]. 22 июля 2015 года стал лауреатом театральной премии газеты «Московский комсомолец» (сезон 2014/2015) в категории «Начинающие» в номинации «Лучшая мужская роль второго плана» за исполнение роли Александра в спектакле «Последние» режиссёра Никиты Кобелева на сцене Театра имени Маяковского[30]. 
  - Внучка — Стефания (род. 18 марта 2016)[31][32].

- Сын — Димитрий Гуськов (род. 8 ноября 1993[27]), учился на факультете продюсерства и экономики ВГИК и в ВШЭ.[26].

## Фильмография

### Актёр
- 1985 — Личное дело судьи Ивановой — Владимир Климов, сосед Ольги Николаевны
- 1986 — Плюмбум, или Опасная игра — школьный учитель
- 1990 — Дикий пляж — Тимур
- 1991 — Жертва для императора — Лёнечка
- 1991 — Волкодав — Александр Волков («Музыкант»)
- 1992 — 1994 — Горячев и другие — Павел Боровский
- 1993 — Бездна, круг седьмой — Юрий Гаврилов
- 1993 — Дорога в рай — Евгений Николаевич Терентьев, сотрудник госбезопасности
- 1995 — Золотое дно — Гарик, шеф охраны золоторудной компании, рэкетир
- 1995 — Одинокий игрок — Спиркин, маэстро-наездник
- 1996 — 1997 — Клубничка — Михаил Михайлович Незабудько, участковый инспектор милиции
- 1998 — Классик — Юрий, настоящий «Классик»
- 1999 — 2000 — Простые истины — Игорь Львович, психолог
- 2000 — Граница. Таёжный роман — Никита Голощёкин, капитан, муж Марины
- 2001 — Мусорщик — Николай, мусорщик
- 2001 — Подозрение — Андрей Данилов, следователь
- 2002 — Вовочка — папа Вовочки
- 2002 — Дневник убийцы — Алексей, сосед Виталия, бывший моряк
- 2002 — По ту сторону волков — «особист»
- 2002 — Раскалённая суббота — Иван, давний друг Земцовых
- 2003 — Не привыкайте к чудесам — Володя
- 2003 — Участок — Вячеслав Прохоров, приёмщик
- 2004 — Рагин — Андрей Ефимович Рагин, главный врач в уездной больнице
- 2004 — Слова и музыка — Пётр Ланской, писатель, муж Марго
- 2004 — Смерть Таирова — Алексей, новый директор Камерного театра Таирова / импресарио
- 2004 — Узкий мост — Владимир Хотинский
- 2005 — Турецкий гамбит — Казанзаки, подполковник, начальник особой части контрразведки
- 2005 — Охота на изюбря — Денис Фёдорович Черяга, начальник службы безопасности Ахтарского меткомбината
- 2006 — Важнее, чем любовь (фильм № 1 «Длинный день») — Николай Тимофеевич Егоров, врач
- 2006 — Заколдованный участок — Вячеслав Прохоров
- 2006 — Неверность — Пётр Петрович Кожемякин, генерал-майор
- 2006 — Русские деньги — Василий Иванович Беркутов, помещик, сосед Купавиной
- 2006 — Танкер «Танго» — Пётр Артурович, капитан 2 ранга
- 2007 — 18-14 — Степан Степанович Фролов, подполковник, второй директор Императорского царскосельского лицея
- 2007 — Диверсант 2: Конец войны — Олег Станиславович («Шерстянщик»)
- 2007 — Отец — Алексей Иванов
- 2008 — Стритрейсеры — Мохов, автомеханик, отец Степана и Миши
- 2008 — Тот, кто гасит свет — Пётр Михайлович Моисеев, капитан милиции, следователь прокуратуры
- 2008 — Я не я — Федя Фуфачёв
- 2009 — Белый песок — Дмитрий Александрович Волегов
- 2009 — Концерт / Le concert — Андрей Семёнович Филиппов, дирижёр
- 2009 — Любовь под грифом «Совершенно секретно» 3 — Олег Иванович Кашин, наёмный убийца «Стукач»
- 2009 — Осенние заботы — Юрий Митин, высокопоставленный футбольный чиновник
- 2010 — Любовь-морковь 3 — Эдуард Эдуардович
- 2010 — Прячься! — Андрей Владимирович Ведянкин, следователь
- 2010 — Тульский Токарев — Василий Павлович Токарев, отец Артёма, подполковник
- 2011 — 4 дня в мае — Павел Калмыков («Горыныч»), капитан Красной армии, командир разведгруппы
- 2012 — Август. Восьмого — Казбек Николаевич
- 2012 — Белая гвардия — Малышев, полковник, командир мортирного дивизиона
- 2012 — Кома — Валерий Пустовалов, оперативник убойного отдела
- 2012 — Любовь за любовь — Владимир Михайлович Долин, доктор
- 2012 — Синдром дракона — Андрей Григорьевич Еремеев, генерал госбезопасности
- 2013 — Жажда — Николай, отец Константина
- 2013 — Краплёный — Горбунов («Барс»), вор в законе, матёрый уголовник
- 2013 — Он святой, он человек / Non avere paura. Un' amicizia con Papa Wojtyla (Италия) — Папа Иоанн Павел II
- 2014 — Не покидай меня! — Пётр Николаевич Михасёв, капитан, командир спецразведгруппы отдела «Смерш»
- 2014 — На глубине — Анатолий Иванович Жур, майор, начальник спецгруппы полицейских под прикрытием
- 2015 — Находка — Трофим Русанов, старший инспектор рыбнадзора
- 2015 — Пингвин нашего времени — Всеволод Старыч, олигарх
- 2016 — Мата Хари — Жорж Ладу, глава французской контрразведки
- 2016 — Балерина / Polina, danser sa vie — Божинский
- 2016 — Следователь Тихонов — Лев Осипович Поляков, известный скрипач, народный артист СССР
- 2016 — Тонкий лёд — Игорь Семёнович Палагин, муж Ирины, строительный магнат
- 2016 — Так сложились звёзды — Борис Николаевич Ельцин
- 2016 — Признание / Le confessioni (Франция, Италия) — русский министр
- 2017 — Личность не установлена — Михаил Юрьевич Одинцов, майор, следователь Главного следственного управления МВД
- 2017 — Подросток — Андрей Версилов
- 2018 — Асфальтовые джунгли / Asphaltgorillas — Сергей
- 2018 — Вечная жизнь Александра Христофорова — Александр Христофоров, бывший актёр
- 2019 — Лев Яшин. Вратарь моей мечты — Михаил Иосифович Якушин, главный тренер ФК «Динамо» (Москва)
- 2019 — Порт — Геннадий Алексеевич, отец Киры
- 2019 — Элефант — Валентин Шубин
- 2019 — Союз спасения — генерал от инфантерии, князь Алексей Щербатов
- 2019 — Бар «На грудь» — сосед Бугрова
- 2019 — Бессмертный — Юрий Добешенко
- 2020 — Серебряные коньки — министр Николай Николаевич Вяземский, отец Алисы
- 2020 — Семья — Андрей
- 2020 — Надежда — Яков Михайлович Этт, психолог
- 2021 — Седьмая симфония — Карл Элиасберг, дирижёр
- 2021 — Небесная команда — директор спортивной школы
- 2021 — Сдохнуть нужно, чтоб вы приехали — Андрей
- 2021 — Французский мастер — Герман
- 2021 — Старые шишки — Балагур
- 2021 — Тотемы (Франция) — Борис Голубев
- 2022 — Сказки Гофмана — Александр Фишман
- 2022 — Велга — отец Велги и Снеги
- 2022 — Союз Спасения. Время гнева — генерал от инфантерии, князь Алексей Щербатов
- 2023 — Актрисы — папа Полины
- 2023 — Балканский ветер / Juzni veta… — Авгар
- 2023 — Мосгаз. Последнее дело Черкасова — Сергей Валерьевич Леонтьев, профессор, доктор медицинских наук
- 2024 — Мастер и Маргарита — барон Майгель
- 2024 — Золотое дно — Юрий Градов
- 2024 — Противостояние — Николай Иванович Кротов
- 2024 — Спойлер (в производстве) — Виктор Корецкий, действующий губернатор Куйбышевской области
- 2024 — Больше, чем футбол (в производстве) — Буськов
- 2024 — Злой город (в производстве) — Ратша
- 2025 — Атом (в производстве) — Всеволод Павлович Замятин
- 2025 — Кракен — адмирал Ольшанский

### Сценарист
- 2018 — Вечная жизнь Александра Христофорова (участие)

### Продюсер
- 1993 — Дорога в рай
- 1998 — Волшебная свирель
- 1999 — Незнайка на Луне
- 2000 — Граница. Таёжный роман
- 2001 — Воровка
- 2001 — Мусорщик
- 2002 — Раскалённая суббота
- 2004 — Рагин
- 2007 — Отец
- 2009 — Исчезнувшие
- 2011 — 4 дня в мае
- 2012 — Кома
- 2015 — Пингвин нашего времени
- 2017 — Личность не установлена
- 2018 — Вечная жизнь Александра Христофорова
- 2019 — Элефант
- 2021 — Седьмая симфония
- 2021 — Французский мастер

### Дубляж
- 1974 — Опасные игры (СССР, «Таллинфильм») —   (роль Юхана Валка)
- 2008 — Морфий (Россия) —
- 2009 — Исчезнувшие (Россия) — Сыромягин (роль Павла Трубинера)

## Награды

### Государственные награды Российской Федерации
- 2001 — почётное звание «Заслуженный артист Российской Федерации» — «за заслуги в области искусства»[33].
- 2002 — лауреат Государственной премии Российской Федерации в области литературы и искусства 2001 года — за телевизионный многосерийный художественный фильм «Граница. Таёжный роман»[2].
- 2007 — почётное звание «Народный артист Российской Федерации» — «за заслуги в области киноискусства»[3].
- 2013 — орден Дружбы — «за большие заслуги в развитии отечественной культуры и искусства, многолетнюю плодотворную деятельность»[34].
- 2018 — орден Почёта — «за большой вклад в развитие отечественной культуры и искусства, многолетнюю плодотворную деятельность»[35].
- 2021 — Почётная грамота Президента Российской Федерации — за большой вклад в развитие отечественной культуры и искусства, многолетнюю плодотворную деятельность[36].

### Награды субъектов Российской Федерации
- 2017 — Орден Почёта Кузбасса (награда Кемеровской области) — «за значительный вклад в сохранение и приумножение ценностей театрального и киноискусства, многолетние прочные и добрые отношения с Кузбассом, активное участие в культурной жизни региона, постоянную поддержку и внимание к культуре и искусству Кемеровской области, уникальный талант и высочайший уровень исполнительского мастерства»[37].

### Общественные и ведомственные награды и премии
- 2011 — приз «Золотой меч» за лучшую главную мужскую роль на IX международном фестивале военного кино имени Ю. Н. Озерова в Рязани — за роль капитана Калмыкова в военной художественной драме «4 дня в мае» (2011)[38].
- 2012 — приз за лучшую мужскую роль на ХХ фестивале русского кино в Онфлёре (Нижняя Нормандия) — за роль капитана Калмыкова в военной художественной драме «4 дня в мае» (2011)[39].
- 2015 — приз за лучшую мужскую роль на фестивале «Амурская осень» в Благовещенске — за роль Трофима Русанова в художественном фильме «Находка»[40].
- 2016 — главный приз «За лучшую мужскую роль» на IX российском открытом кинофестивале «Мужская роль» имени И. И. Мозжухина в Пензе — за роль Трофима Русанова в художественном фильме «Находка»[41].
- 2019 — лауреат IX российской национальной актёрской премии «Фигаро» имени Андрея Миронова (Санкт-Петербург) в номинации «Лучшие из лучших» — «за блистательное исполнение ролей на российской театральной сцене»[42].
- 2022 — премия «Золотой орёл» в номинации «Лучшая мужская роль в сериале» — за роль дирижёра Карла Элиасберга в сериале «Седьмая симфония»[43].
- 2022 — Почётная грамота Министерства обороны Российской Федерации — за оказание содействия в решении задач, возложенных на Вооруженные Силы Российской Федерации[44].